# Moore Creek
Moore Creek är en ort i Australien. Den ligger i kommunen Tamworth Municipality och delstaten New South Wales, i den sydöstra delen av landet, omkring 320 kilometer norr om delstatshuvudstaden Sydney. Orten hade 2 868 invånare år 2021.
Närmaste större samhälle är Tamworth, omkring 14 kilometer sydost om Moore.